# Stabilisatie- en associatieovereenkomst
| ■ EU ■ Landen met een SAO |

Een stabilisatie- en associatieovereenkomst (SAO) (Engels:  Stabilisation and Association Agreement, afgekort SAA), is een samenwerkingsovereenkomst tussen de Europese Unie en een Balkanland dat geen lid is van de EU, algemeen aangeduid als "derde land".
Een SAO is een speciale soort associatieovereenkomst, die is ontworpen voor de westerse Balkanlanden. Terwijl gewone associatieovereenkomsten vooral bedoeld zijn om tegen gunstige voorwaarden toegang te geven tot elkaars markt, hebben SAO's tevens als doel om het derde land voor te bereiden op toetreding tot de EU. Anno 2020 is er voor zes Balkanlanden een SAO van kracht.

## Het stabilisatie- en associatieproces

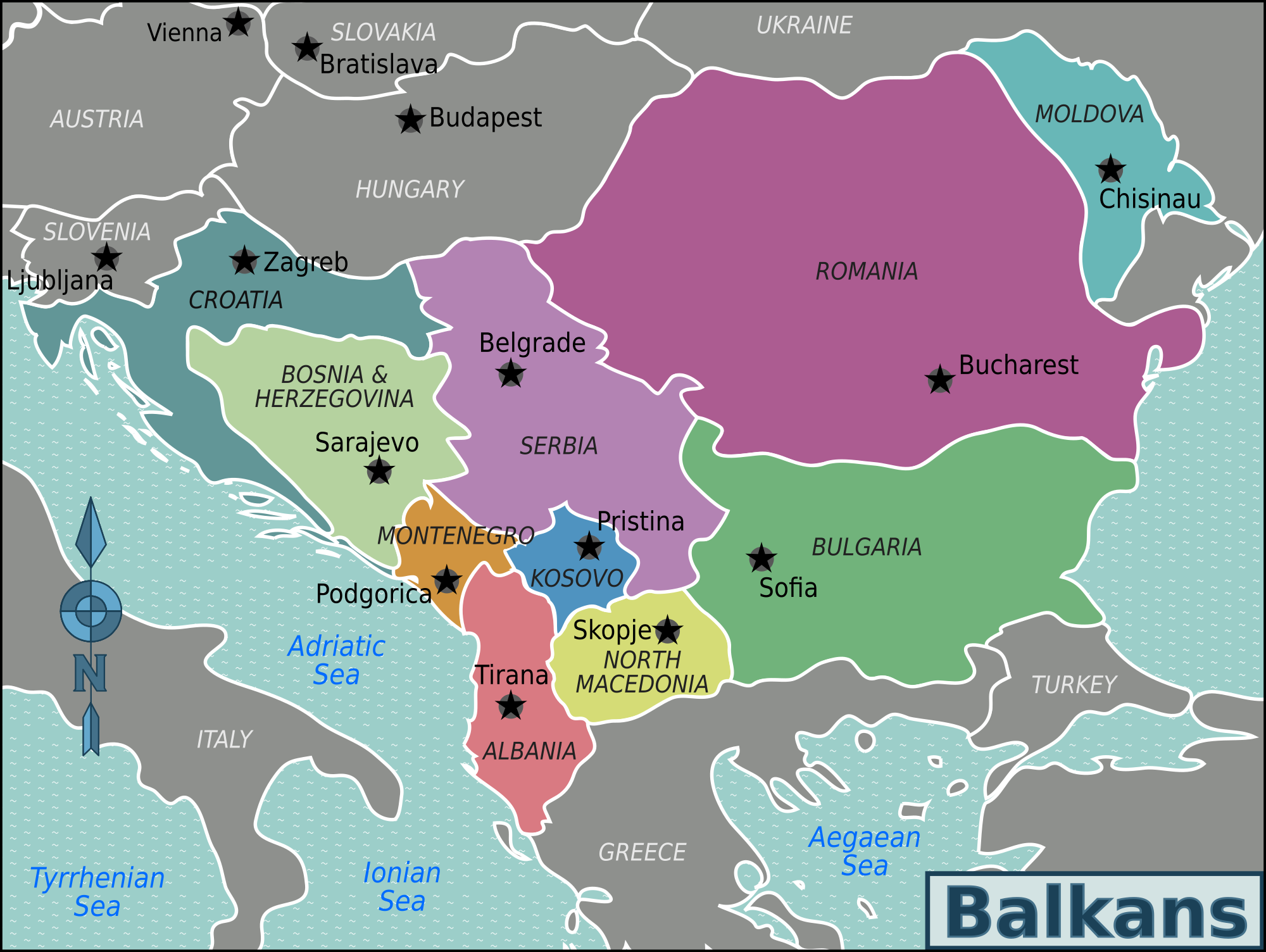
Alle Balkanlanden

Stabilisatie- en associatieovereenkomsten zijn onderdeel van een 'stabiliserings- en associatieproces', in het Engels Stabilisation and Association Process of SAP genoemd, dat speciaal is ontworpen voor de westerse Balkanlanden.
Een stabilisatie- en associatieovereenkomst dient om de verschillen tussen een kandidaat-EU-lid en de EU-landen voor toetreding alvast zoveel mogelijk weg te werken. Er wordt van het kandidaat-lid gevraagd noodzakelijk geachte politieke en economische hervormingen door te voeren en zaken als mensenrechten aan te passen naar Europese normen en waarden. Deze hervormingen zijn grotendeels gebaseerd op het Europese recht. In ruil worden bijvoorbeeld  douanerechten afgeschaft. De stabilisatie- en associatieovereenkomst moet geratificeerd worden door het geassocieerde land en alle EU-lidstaten en daarnaast ook door de Europese Raad en het Europees Parlement.

## Landen met overeenkomsten[1]
- Albanië: sinds 2004
- Noord-Macedonië: sinds 2004
- Montenegro: sinds 2010
- Servië: sinds 2010
- Bosnië en Herzegovina: sinds 2015
- Kosovo: sinds 2016

- Kroatië: Van 2005 tot 2013. Het verdrag met Kroatië verviel bij toetreding tot de EU

## Weblinks
- Portaalsite Europese Unie: Het stabilisatie- en associatieproces

Oprichting:

1957: ondertekening Verdrag van Rome door:
België · Frankrijk · Bondsrepubliek Duitsland · Nederland · Luxemburg · Italië

1958: oprichting Europese Economische Gemeenschap

Uitbreidingen:

1973: Denemarken · Ierland · Verenigd Koninkrijk

1981: Griekenland

1986: Portugal · Spanje

1995: Finland · Oostenrijk · Zweden

2004: Cyprus · Estland · Hongarije · Letland · Litouwen · Malta · Polen · Slovenië · Slowakije · Tsjechië

2007: Bulgarije · Roemenië

2013: Kroatië

Kandidaat-lidstaten:

Albanië · Bosnië en Herzegovina · Georgië · Moldavië · Montenegro · Oekraïne · Noord-Macedonië · Servië · Turkije

Potentiële lidstaten:

Kosovo 

Staten die hun aanvraag introkken:

IJsland · Liechtenstein · Noorwegen · Zwitserland
Overige Europese staten:

Armenië · Azerbeidzjan · Wit-Rusland · Rusland
Uitgetreden staten:

2020: Verenigd Koninkrijk